# Mirobisium patagonicum
Mirobisium patagonicum es una especie de arácnido del orden Pseudoscorpionida de la familia Gymnobisiidae.

## Distribución geográfica
Se encuentra en Argentina y Chile.